# Geoff Keighley

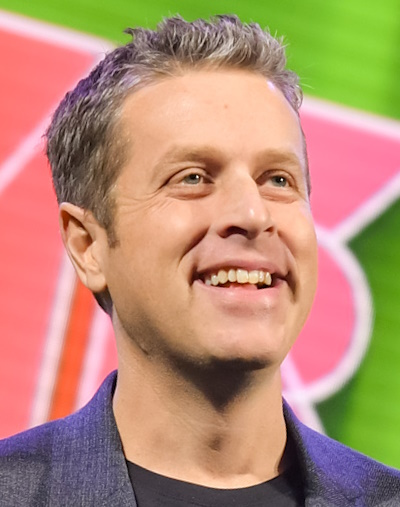
Geoff Keighley (2018)

Geoff Keighley (* 24. Juni 1978 in Kanada) ist ein kanadischer Videospieljournalist und Moderator.

## Karriere
Mit 14 Jahren entwickelte Geoff Keighley erstes Interesse am Schreiben über Videospiele. Er erstellte Konzepte für verschiedene Firmen, wie MTV oder Microsoft.
Keighley produzierte zwischen 2003 und 2013 die Spike Video Game Awards. Im Jahr 2013 änderte Spike das Format der Show und benannte die Auszeichnungen in VGX Awards um. Für Keighley wurde das Format eher kommerzieller und werbender als eine Feier der Errungenschaften von Videospielen und verließ anschließend die Show.
Keighley schreibt Rezensionen und Previews und blickte hinter die Kulissen der Spieleindustrie, um detaillierte Geschäftsprofile und lange Feature-Artikel zu schreiben. Während Keighley ab etwa 1998 zunächst als Autor bei GameSpot tätig war, schrieb er die Kolumne Behind the Games. Diese Kolumne entwickelte sich zu einer Reihe von Artikeln The Final Hours, in denen er gegen Ende einer Entwicklungsphase eingehenden Zugang zu den verschiedenen Studios hat und ausführlich über den Prozess schreibt, während das Spiel kurz vor der Fertigstellung steht. In einem Interview im Juli 2008 in der Jace Hall Show sprach er über die Bedeutung dieses Prozesses und sagte: „Es gibt so einen Mangel an investigativem Journalismus. Ich wünschte, ich hätte mehr Zeit, um mehr zu recherchieren, das Problem mit dem ‚Roten Ring des Todes‘. Darüber wurde nie wirklich richtig berichtet, wie es wirklich passiert.“ Er wurde jedoch von einigen Seiten kritisiert, weil er bereit war, Spiele positiv zu präsentieren, um Exklusivität ungeachtet ihrer tatsächlichen Qualität aufrechtzuerhalten und die Industrie-PR in einer im Oktober 2012 in Eurogamer veröffentlichten Kolumne für bare Münze zu nehmen. Dort warf der ehemalige Journalist Robert Florence Keighley und anderen vor, oft mit der Videospielindustrie „im Bett“ zu sein. Der umstrittene Beitrag wurde sowohl gelobt als auch kritisiert, und der Redakteur Tom Bramwell nahm aufgrund rechtlicher Schritte mehrere Änderungen vor.
Seit 2014 produziert und moderiert Keighley die jährlich stattfindende Preisverleihung The Game Awards.
Im Dezember 2016 wurde Keighley als Juror für die Viveport Developer Awards (VDAs) ausgewählt.
Keighley war von Anfang an Teilnehmer der E3, einer jährlich stattfindenden Videospielmesse. Ab der E3 2017 bis 2020 hatte Keighley das E3 Coliseum arrangiert und veranstaltet. Dies war ein Live-Streaming-Event, das während der E3 lief und Entwickler und Verlage auf der E3 für Interviews und andere Diskussionen einlud. Seit 2020 gibt es dies nicht mehr.
Er moderiert seit 2019 große Messen wie die Gamescom (Opening Night Live) und das Summer Game Fest.

## Veröffentlichungen (Auswahl)
- Keighley, Geoff (2011): The Final Hours of Portal 2.
- Keighley, Geoff (2012): The Final Hours of Mass Effect 3.
- Keighley, Geoff (2013): The Final Hours of Tomb Raider
- Keighley, Geoff (2014): The Final Hours of Titanfall: Behind the Scenes at Respawn Entertainment.
- Keighley, Geoff (2020). The Final Hours of Half-Life: Alyx.